# فرودگاه کاشچوان
فرودگاه کاشچوان (به انگلیسی: Kashechewan Airport) یک فرودگاه همگانی با کد یاتا ZKE است که یک باند فرود شن دارد و طول باند آن ۱۱۹۰ متر است. این فرودگاه در کشور کانادا قرار دارد و در ارتفاع ۱۱ متری از سطح دریا واقع شده است.